# سومالاثيا
سومالاثيا هي ممثلة هندية، ولدت في 27 أغسطس 1963 بتشيناي في الهند.

## وصلات خارجية
- سومالاثيا على موقع IMDb (الإنجليزية)
- سومالاثيا على موقع قاعدة بيانات الفيلم (الإنجليزية)